# خانه خواجه پطروس
خانه خواجه پطروس مربوط به دوره صفوی است و در اصفهان، محله جلفا ـ خیابان حکیم نظامی، بن‌بست یاس واقع شده و این اثر در تاریخ ۱۱ مرداد ۱۳۷۶ به همت مردم دلسوز خیابان حکیم با شمارهٔ ثبت ۱۹۰۶ به‌عنوان یکی از آثار ملی ایران به ثبت رسیده‌است.